# 阿爾卑斯山麓戰區
阿爾卑斯山麓戰區（德語：Operationszone Alpenvorland；簡稱：【OZAV】）（ 義大利語：Zona d'operazione Prealpi）是二戰期間納粹德國在意大利阿爾卑斯山的佔領地區。

## 起因與位置
1943年9月10日，為了應對意大利與同盟國達成的《卡西比爾停戰協定》，德國國防軍在達成協議前的兩天正式從佔領區中成立「阿爾卑斯山麓戰區」，該行政區包括貝盧諾省、博尔扎诺省、特倫托省。「亞德里亞濱海戰區」則包括烏迪內省、戈里齊亞省、的里雅斯特省、波拉省、阜姆克雅內爾灣省、盧比安納省。兩個戰區皆割讓自意大利社會共和國，總部設於加爾達湖的薩洛，此處屬於意大利尚未被盟軍佔領部分。

## 行政管理
「阿爾卑斯山麓戰區」由高級專員弗朗茨·霍弗委任管理。該地區行政上從屬於蒂羅爾-福拉爾貝格帝國大區，首府位於博岑。霍弗希望將該戰區合併到他所統治的大區從而實現蒂羅爾的重新統一與舊奧地利上時期蒂羅爾皇帝領地的再次復興。然而由於考慮到墨索里尼的情緒，因此希特勒並未落實此舉，但事實上在德國統治期間薩羅政府在此地的影響力幾乎為零。
由於德國下令恢復1919年的省份邊界（包括貝盧諾地區），因此意大利的影響力遭到德国人的抵抗與制止，南蒂羅爾意大利族的執政官被強迫辭職，取而代之的由是當地認同第三帝國的德裔來擔任市長。1943年9月，德語獲得與意大利語的平等地位；街頭地名由德語、意大利語、拉丁語三種語言共同陳列；法西斯和意大利語的報紙被取締，並禁止從意大利社會共和國進口報紙；法西斯黨派被取締；提出法案限制意大利社會共和國逃兵役的意大利人移民。但意大利里拉仍然屬於法定貨幣。
這些政策迅速高效地逆轉了意大利政府從1920年代初開始對該地區實行的意大利化嚴格政策。
該地區的軍事單位屬於亞德里亞濱海戰區，由步兵將領約阿希姆·维特赫夫特進行指揮，他是德國陸軍27軍團的前師長。

## 引用
1. ↑  After the German surrender, Bozen was put under military occupation by the United Nations and given back to Italy only in 1947 when it had become a Republic.
2. ↑  Bresadola, Gianmarco. . Contemporary European History. 2004, 13 (4): 425–451  [2021-11-06]. ISSN 0960-7773. （原始内容存档于2021-11-12）.
3. ↑  Speer, Albert. . London: Weidenfeld & Nicolson. 1995: 420. ISBN 9781842127353.
4. ↑  Steininger, Rolf. . New Brunswick, N.J., U.S.A: Transaction Publishers. 2003: 68. ISBN 0-7658-0800-5.
5. ↑  Steininger 2003, p. 69
6. 1 2 3 4 5 6  Steininger 2003, p. 71